# Hammam Debagh
Hammam Debagh (în arabă حمام دباغ) este o comună din provincia Guelma, Algeria.
Populația comunei este de 16.391 de locuitori (2008).